# Dominic Grech
Dominic Grech (* 3. April 1950 in Victoria, Gozo; † 23. August 2005 ebenda) war ein maltesischer Singer-Songwriter und Komponist, der mit Xemx und Ghawdex Inti Djamant zwei der populärsten Lieder des Inselstaates schrieb.
Gemeinsam mit Joe Cassar, Carmel Portelli und Spiro Sillato bildete er die maltesische Band The Tramps.